# Chronologie de Cologne
Ce qui suit est une chronologie de l'histoire de la ville de Cologne, en Allemagne .
| Appartenances historiques Électorat de Cologne 953-1288 Saint-Empire (Ville libre) 1288-1797 République cisrhénane (Roer) 1797-1802 République française (Roer) 1802-1804 Empire français (Roer) 1804-1815 Royaume de Prusse (Province de Juliers-Clèves-Berg) 1815-1822 Royaume de Prusse (Province de Rhénanie) 1822-1918 République de Weimar 1918-1933 Reich allemand 1933-1945 Allemagne occupée 1945-1949 Allemagne 1949-présent |

## Avant leXIVesiècle
- 13 CE - Germanicus a ses quartiers à Cologne.
- 15 CE - La ville devient la capitale administrative de la Germanie Inférieure (date approximative).
- 50 - Les Romains fondent Colonia[1].
- 80 - Construction de l'Aqueduc de l'Eifel.
- 90 - Population : 45 000 habitants.
- 260 - Cologne devient la capitale de l'Empire gaulois.
- 310 - Un pont est construit sur le Rhin.
- 313 - Création du diocèse catholique de Cologne (date approximative)[2].
- 451 - Les Huns sous Attila saccagent Cologne.
- 459 - Les Francs rhénans prennent le pouvoir.
- 716 - Bataille de Cologne
- 795 - La ville devient siège de l'archevêché.
- 974 - L'Église Saint-André de Cologne est consacrée.
- 980 - Église Saint-Pantaléon de Cologne est consacrée.
- 1003 - Fondation de l'abbaye de Deutz.
- 1065 - Construction de l'église Sainte-Marie-du-Capitole.
- 1067 - L'Église Saint-Georges de Cologne est édifiée.
- 1106 - Construction de l'église Sainte-Ursule de Cologne (date approximative).
- 1114 - Armoiries de Cologne en usage.
- 1160 - Construction de l'église Sainte Cécile (date approximative).
- 1182 - Extension de la ville.
- 1184 - Création du Richerzeche, confrérie de riches patriciens (date approximative).
- 1227 - Construction de la basilique Saint-Géréon.
- 1247 - L'église Saint-Cunibert est consacrée.
- 1248 - Début de la construction de la cathédrale de Cologne.
- 1250 - L'église Saint-Martin est construite.
- 1260 - Construction de l'église des Minorites (date approximative).[3]
- 1288 - Bataille de Worringen.

## XIVe–XVIIIesiècles
- 1322

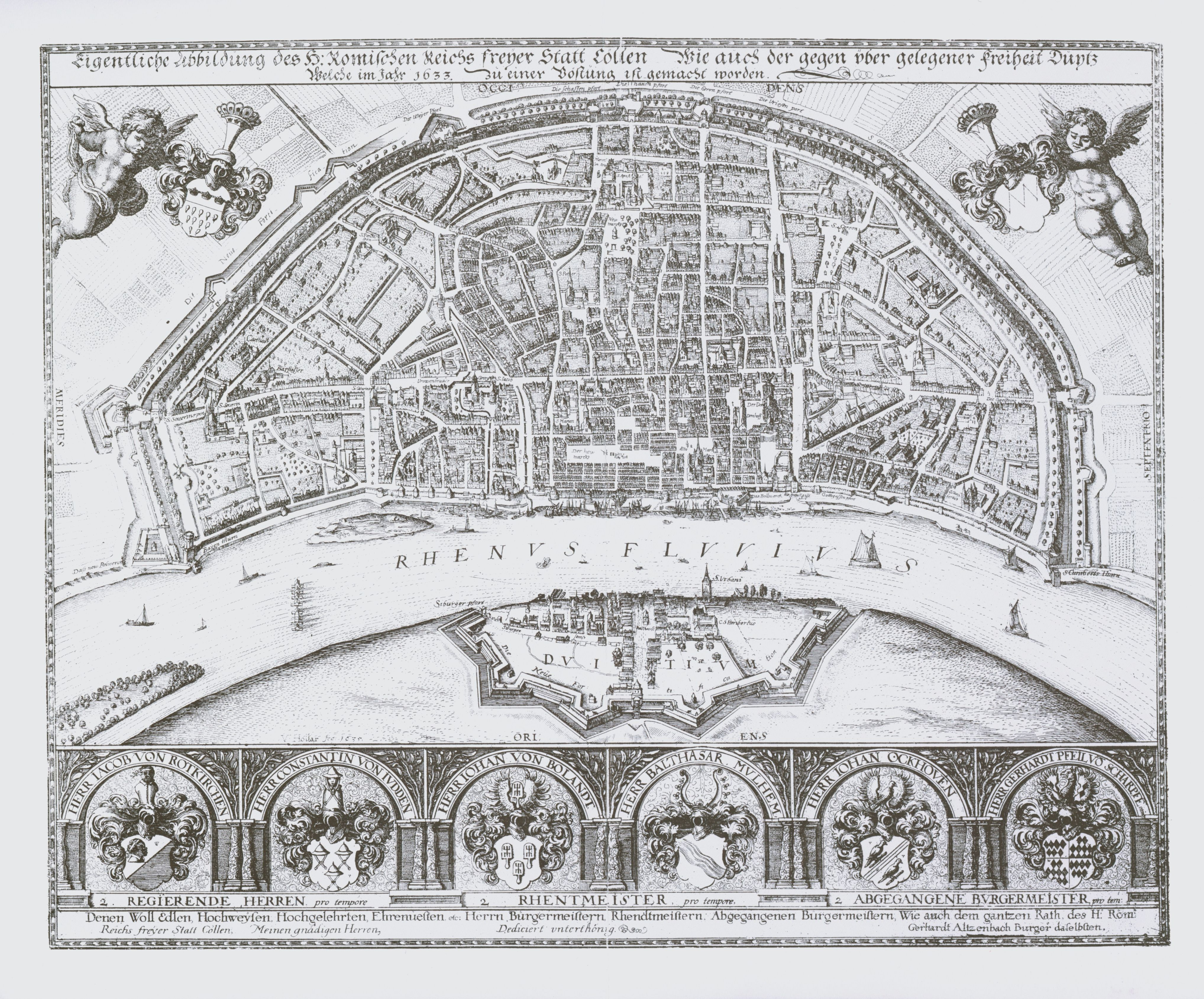
Plan de Cologne, 1633

  - Le chœur de la cathédrale de Cologne est consacré.
  - Archives municipales en fonctionnement (date approximative).
- 1334 - Fondation de la Chartreuse de Cologne.
- 1388 - Création de l' Université de Cologne.
- 1396 - La constitution de Cologne est en vigueur.
- 1400 - L'artiste gothique dit Maître de la Véronique est actif (date approximative)[4].
- 1414 - Les Juifs sont expulsés de la ville[1].
- 1447 - le Gürzenich est construit[1].
- 1450 - Fondation du Dreikönigsgymnasium.
- 1466 - Ulrich Zell crée une presse à imprimer[5].
- 1473 - Travaux sur la façade ouest de la cathédrale de Cologne et les tours suspendus jusqu'au XIXe siècle.
- 1475 - La ville devient la ville impériale libre.
- 1569 - Agrandissement de l'hôtel de ville de Cologne.
- 1583 - Début de la guerre de Cologne.
- 1584 - Création du nonce apostolique.
- 1586 - Bataille de Werl.
- 1608 - Les protestants sont bannis de la ville. [3]
- 1626
  - Bertram Hilden crée une maison d'édition (M. DuMont Schauberg).
  - Début des procès des sorcières (date approximative)[6].
- 1709 - L'Eau de Cologne est lancée par Jean Marie Farina.
- 1734 - La Gazette de Cologne est publiée.
- 1783 - Construction du Théâtre an der Schmierstraße.
- 1794 - La population atteint 40 000 habitants[1].
- 1795 - Publication de l'annuaire de la ville[7].
- 1796 - La ville est annexée par la France.
- 1798 - Le Kölnische Zeitung, journal local, est lancé.

## XIXesiècle
- 1802 - Création du théâtre de marionnettes Hänneschen[8].
- 1815 - Les Prussiens contrôlent la région[3].
- 1823 - Le Rosenmontag (carnaval) commence[9].
- 1827 - Création de l'orchestre du Gürzenich de Cologne.
- 1839 - Création de la confiserie Stollwerck.
- 1842 -  Le Central-Dombauverein zu Köln reprend les travaux de construction de la cathédrale de Cologne après 400 ans.
- 1848 - Le Neue Rheinische Zeitung est publié.
- 1849 - Population : 94 789 habitants en ville, 497 330 dans la région[10].
- 1850 - Fondation du Conservatoire de musique.
- 1853 - Fondation du Diözesanmuseum.
- 1857 - Ouverture de l' Hôtel du Dôme.
- 1859
  - Le pont de la cathédrale est construit[11].
  - Ouverture de la Gare centrale de Cologne.
- 1860 - Création du zoo.
- 1861
  - Construction du Musée Wallraf Richartz  et de la synagogue de la Glockengasse.
  - Population : 120 568 habitants en ville, 567 435 dans la région[12].
- 1863 - Ouverture de l'hôtel Ernst.
- 1864 - Aménagement du parc Flora.
- 1872 - Construction du Théâtre de la Glockengasse.
- 1876 - Le Kölner Stadt-Anzeiger débute sa publication.
- 1880 - Achèvement de la cathédrale de Cologne .
- 1885
  - Population : 239 437 habitants. [1]
  - les remparts de la ville sont démantelés[1].
- 1888 - Bayenthal, Ehrenfeld, Lindenthal et Nippes sont incorporés à la ville[3].
- 1890 - Création de la bibliothèque publique.
- 1894 - La Gare centrale de Cologne est reconstruite.
- 1900 - Population : 370685 habitants[1].

## XXesiècle

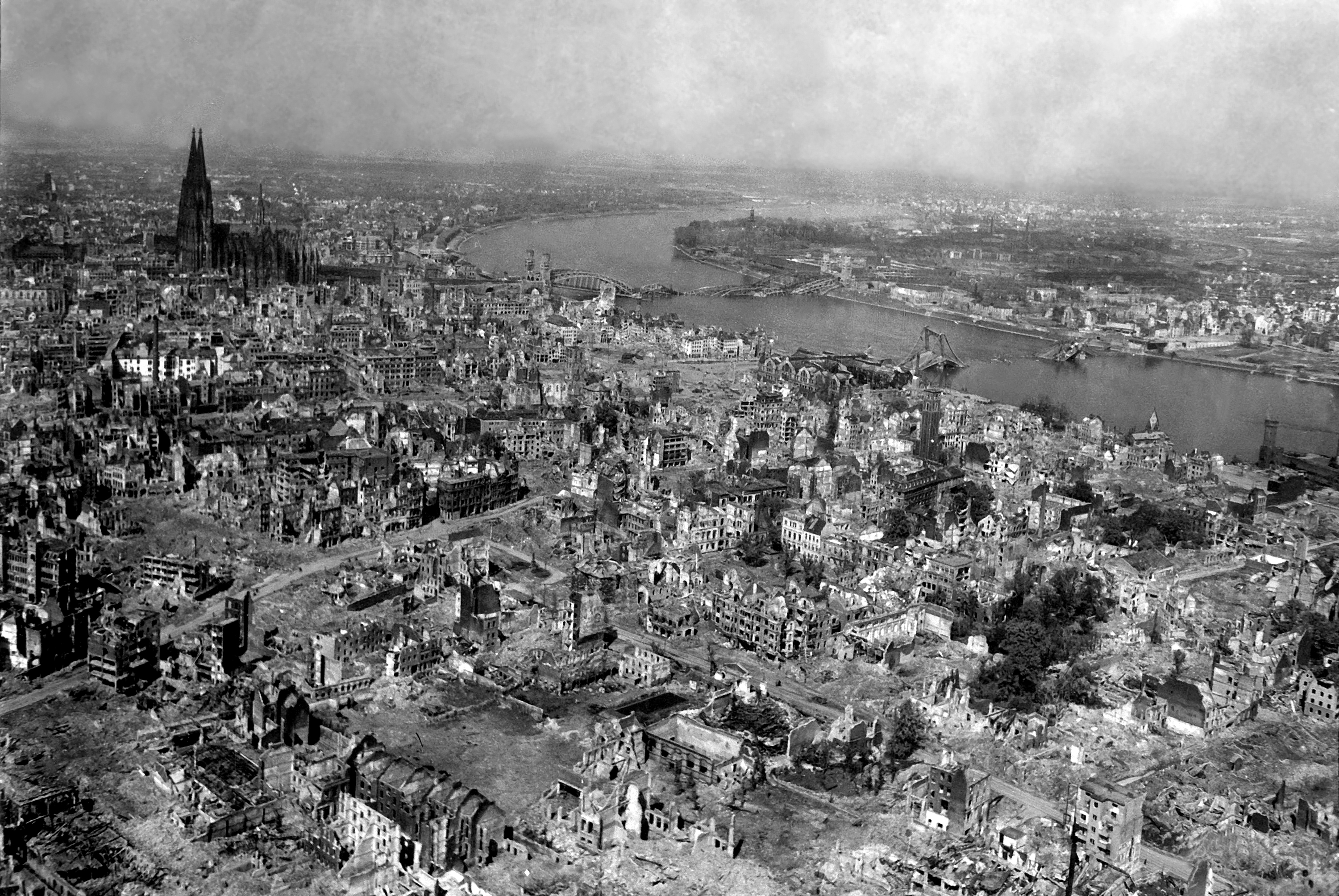
Vue aérienne de Cologne, avril 1945.

- 1902 - Construction du Theater am Habsburger Ring.
- 1904 - Création de l'Opera de Cologne.
- 1905 - Population : 428503 habitants. [1]
- 1906 - Fondation du musée Schnütgen.
- 1908 - 21 septembre : Le mathématicien Minkowski donne une conférence "Raum und Zeit" sur l'espace-temps .
- 1910
  - Kalk et Vingst sont incorporés à la ville. [3]
  - Population : 516 527 habitants.
- 1911 - Construction du pont Hohenzollern .
- 1913 - Ouverture des gares Rheinpark et Köln Messe / Deutz .
- 1914 - Exposition du Werkbund[13].
- 1917 - Konrad Adenauer devient maire.
- 1919 - Population : 633.904 habitants[14].
- 1925 - Population : 705 477 habitants.
- 1926 - Ouverture de l'aéroport.
- 1928 - Construction de la tour Messeturm Köln.
- 1934 - L' Université de Cologne rouvre ses portes.
- 1938 - Nuit de cristal.
- 1940 - Début des bombardements alliés.
- 1944 - Exécution des membres du groupe Ehrenfeld.
- 1945 - Les troupes américaines occupent la ville.

### 1946-1990
- 1946 - La Kölnische Rundschau commence sa publication.
- 1947
  - 27 mars: manifestation contre la faim[15].
  - Fondation de l'Université du sport.
  - Formation de l'orchestre symphonique de la WDR de Cologne.
- 1949
  - Le Kölner Stadt-Anzeiger reprend sa publication.
  - 1er salon du meuble de Cologne.
- 1950 - Début du salon Photokina .
- 1951 - Ouverture de l' aéroport de Cologne Bonn.
- 1954 - Création de la Cappella Coloniensis.
- 1955 - Reconstruction de la brasserie Gaffel Haus.
- 1957
  - La gare centrale est reconstruite.
  - L'opéra est reconstruit.
  - Le téléphérique commence à fonctionner.
  - La ville accueille la biennale nationale de l'horticulture[16].
- 1960
  - Création de la Stadtwerke Köln, société publique de transport SWK.
  - Population : 803 616 habitants.
- 1964
  - Le journal Express est publié.
  - Massacre scolaire de Cologne.
  - Création de Forstbotanischer Garten, arboretum et jardin botanique.
- 1967 - Début du Kölner Kunstmarkt.
- 1971 - Création de l'Université des sciences appliquées de Cologne.
- 1973 - L'Association of Islamic Cultural Centres installe son siège en ville.
- 1976 - Création du musée Ludwig.
- 1977 - La Société pour la sûreté des installations et des réacteurs nucléaires siège installe son siège en ville[17].
- 1981 - Construction de la tour Colonius.
- 1983 - Création de l'Akademie för uns Kölsche Sproch.
- 1984
  - Création du Centrum Schwule Geschichte, organisation LGBT.
  - L'Union turco-islamique pour les affaires religieuses a son installe son siège en ville.
  - Début du festival du film Feminale.
- 1985
  - Ouverture du musée Käthe Kollwitz.
  - Fondation de St. George's The British International School.
- 1986 - L'Islamic Council for the Federal Republic of Germany installe son siège en ville.
- 1988 - Création du centre de documentation sur le nazisme dans l'EL-DE-Haus.
- 1990 - Création de l'Académie des arts médiatiques de Cologne.
- 1991 - Début de la conférence de Cologne (festival de télévision et de cinéma) et du festival de comédie de Cologne .
- 1992 - Début du Festival de musique ancienne de Cologne.
- 1993
  - Ouverture du musée Imhoff-Schokoladen .
  - Création de l'école de commerce de Cologne.
  - Début du festival musical Ringfest (1993 - 2006).
- 1994 - Le Conseil central des musulmans d'Allemagne installe son siège en ville.
- 1996 - Début du festival reggae Summerjam.
- 1998 - Ouverture de la Lanxess Arena.
- 1999
  - Site Web de la ville en ligne.
  - 25e sommet du G8.
- 2000
  - Création de l'Internationale filmschule köln.
  - Population: 962 884 habitants.

## XXIesiècle
- 2001
  - Construction du KölnTurm.
  - Les Archives centrales du commerce d'Art international sont installées à Cologne.
- 2002 - La ligne ferroviaire à grande vitesse Köln – Francfort entre en service.
- 2004 - Construction du MediaPark.
- 2005
  - La ville accueille la Journées mondiales de la jeunesse 2005.
  - Le Weltstadthaus est construit.
- 2006
  - Début du Festival international du film des femmes de Dortmund / Cologne.
  - Construction du Kölntriangle.
- 2009 - Jürgen Roters devient maire[18].
- 2010 - Population : 1 007 119 habitants.
- 2014 - Rainer Maria Cardinal Woelki succède au Cardinal Joachim Meisner comme archevêque de Cologne
- 2015 - Henriette Reker devient la première femme maire de Cologne, un jour après une tentative d'assassinat la visant sur un marché de Braunsfeld.
- 2015-2016 - Agressions sexuelles du Nouvel An 2016 en Allemagne.
- 2017 - La mosquée centrale de Cologne est terminée.